# Academia Bogotana
La Academia Bogotana fue un club de fútbol colombiano, de la ciudad de Bogotá. Fue fundado en 1990 y jugó en la Categoría Primera B hasta 1995. El club fue uno de los precursores del torneo profesional de ascenso, participando de la temporada inaugural en 1991.

## Historia
Academia Bogotana era una escuela de fútbol a principios de los años 1990, fue así como solicitó hacer parte del primer torneo de ascenso en el fútbol profesional colombiano en 1991.
Por sus filas estuvieron algunos jugadores que fueron traspasados a clubes de la Categoría Primera A del fútbol colombiano. Su técnico de aquel inicio fue el bogotano Arturo Boyacá. Finalmente la institución cayó en una profunda crisis económica y desapareció a mediados de la década  Cambio Sede  Bogotá a Girardot Ficha Naciente Girardot Futbol Club. 1995

## Estadio
El Campincito, con capacidad para 1.500 personas. Ha sido usado como sede de los partidos de las selecciones bogotanas juveniles y prejuveniles.

## Uniforme
- Uniforme titular: Camiseta verde, pantalón azul, medias blancas.
- Uniforme alternativo: Camiseta blanca, pantalón blanco, medias azules.

## Datos del club
- Temporadas en 1ª: 0
- Temporadas en 2ª: 5 (1991-1995)
- Mejor puesto:
  - En Primera B: 5° (1994)
- Peor puesto: 
  - En Primera B: 12º (1995)